# Ересь Хоруса
«Е́ресь Хо́руса» — цикл технофэнтезийных произведений разных авторов по вселенной «Warhammer 40000». Серия включает как отдельные романы, так и сборники повестей и рассказов. На английском языке книги публикуются в нескольких форматах (аудиокниги, электронные издания, бумажные издания) издательством Black Library, одним из подразделений компании Games Workshop. Первая была опубликована в 2006 году, последняя в 2019. В 2021 году серия была закончена, и на данный момент изданы и переведены на русский язык все 54 книги. На русском языке книги выходили в издательстве «Азбука» (2006—2007), а с 2010 — в издательстве «Фантастика Книжный клуб».

## Сюжет
События цикла Ереси Хоруса являются предысторией вселенной «Warhammer 40000» и рассказывают о событиях галактической гражданской войны, произошедшей за десять тысяч лет до эпохи, в которой происходит действие сеттинга настольных игр «Warhammer 40000». История, рассказанная в серии, включает в себя период Великого Крестового похода перед предательством Хоруса, а также события, последовавшие за ним. Произошедшее в тридцатом тысячелетии в корне изменило мироздание Вселенной Warhammer и заложило основы того мира, который читатель видит в мире 40-го тысячелетия.
В начале 31 тысячелетия галактика сотрясается от Великого Крестового похода. Начавшись на Терре (Земле), межзвездный крестовый поход ставит целью подчинение всей галактики как принадлежащей по праву владения Человечеству и стремится воссоединить множество разрозненных человеческих миров и колоний под властью «Империума Человечества». Великий Крестовый поход состоит из многочисленных экспедиций, полей битв, громадных флотилий и бесконечных армий; в его авангарде, во главе с Примархами, стоят Легионы Космических Десантников — генно-модифицированных сверхлюдей-воинов, исчисляемых сотнями тысяч. В течение двух столетий крестовый поход достиг звездных систем на расстоянии 50 000 световых лет от начальной точки в Солнечной системе и привёл миллионы миров в лоно Империума, дав Человечеству доминирующее положение среди галактических видов. Его великий вдохновитель — Император человечества, таинственный сверхчеловек неизвестного происхождения, чьи действия направлены на благо человечества.
Император, основатель и властитель Империума — существо, превосходящее харизмой, доблестью, убеждениями, и способностями любого когда-либо живущего человека. Он утвердил агностическое мировоззрение — «Имперскую Истину», в основе которой лежит наука, рационализм и превосходство человеческого рода. Как бы то ни было, он является самым психически могущественным человеком (или человекоподобным), из тех кто известны как псайкеры, и одним из самых сильных псайкеров в галактике. Император обладает знанием о том, что варп, скопище тёмной материи и энергии, пространство мыслей, эмоций и сознания, образующее параллельное измерение, пронизано концентрированными вихрями разумной разлагающей энергии. Это бесплотные сущности, скверна, вечно стремящаяся прорвать границы материального мира и излиться в него, пожрав всё живое. Они являются основой многих человеческих и инопланетных религий и известны всем вместе как Хаос, Изначальная истина или Изначальный разрушитель.
Под предводительством Императора Человечество продолжает свое биологическое и пси-духовное совершенствование, включающее постепенное развитие широко распространённых пси-способностей, которые делают Человечество чувствительным к влиянию энергии Хаоса; объединённая в Империум Человечества, защищаемая верой в «Имперскую Истину» и под надежным управлением Императора и кругом его приближенных, человеческая раса всё же может совершить переход к высокодуховной культуре, то есть самоопределяющейся и свободной от пороков, и избежать насаждаемое Хаосом физическое разложение и социальную деградацию, которая приведёт лишь к неминуемому истреблению. Хаос знает о целях Императора и сделает всё возможное, чтобы не дать им свершиться.
Экспансия новорождённой империи закончилась гражданской войной, известной как Ересь Хоруса. Для продолжения крестового похода с целью вернуть в лоно Империума все планеты человечества, Император человечества назначил примарха Хоруса Воителем — командующим войсками. Это решение вызвало недовольство ряда лидеров Космического Десанта, затем фактически параллельно несколько Примархов Космодесанта пали, искушенные богами Хаоса, затем привели к Хаосу свои связанные с ними легионы. Примарх XVII легиона Лоргар получил видения о грядущей победе Хаоса и о «миллионах лет царствия Тьмы» (скорее всего, ложные видения от Хаоса), после чего решил присоединиться к победителям, для чего вступил в союз с демонами Хаоса. Примарх III легиона Фулгрим был заражён Хаосом через трофейный клинок. Бог Хаоса Тзинч, искушая Хоруса, послал тому картины будущего, где Воитель будет забыт, а Императора почитают в роли единого божества (этот вариант развития событий был бы возможен только при предательстве Хоруса). Хорус дал присягу силам Хаоса, руководствуясь, как он считал, благими намерениями — спасением жителей Империума от грядущей авторитарной теократии. Выступив против Императора, Хорус склонил на свою сторону восьмерых братьев-примархов, положив конец Великому Крестовому походу Императора. При нападении на Терру Хорус был убит Императором, а Император получил тяжелые ранения. Однако Император не погиб, а был заключён в золотой трон, непрерывно поддерживающий его жизнь, а отколовшиеся легионы отступили в ряды Хаоса. Как с иронией отмечает «Мир Фантастики», видение, насланное богами Хаоса, сбылось — благодаря действиям самого Хоруса.

## Книги цикла
| №  | Оригинальное название (англ.)      | Дата выхода на англ. языке | Название на русском языке                | Дата выхода на русском языке | Автор                                                                      |
| -- | ---------------------------------- | -------------------------- | ---------------------------------------- | ---------------------------- | -------------------------------------------------------------------------- |
| 1  | «Horus Rising»                     | Апрель 2006                | Возвышение Хоруса                        | Сентябрь 2006                | Дэн Абнетт                                                                 |
| 2  | «False Gods»                       | Июль 2006                  | Лживые боги                              | Январь 2007                  | Грэм Макнилл                                                               |
| 3  | «Galaxy in Flames»                 | Октябрь 2006               | Галактика в огне                         | Май 2007                     | Бен Каунтер                                                                |
| 4  | «Flight of the Eisenstein»         | Март 2007                  | Полёт Эйзенштейна                        | Январь 2008                  | Джеймс Сваллоу                                                             |
| 5  | «Fulgrim»                          | Июль 2007                  | Фулгрим                                  | Февраль 2010                 | Грэм Макнилл                                                               |
| 6  | «Descent of Angels»                | Октябрь 2007               | Сошествие Ангелов                        | Октябрь 2010                 | Митчел Скэнлон                                                             |
| 7  | «Legion»                           | Март 2008                  | Легион                                   | Февраль 2011                 | Дэн Абнетт                                                                 |
| 8  | «Battle for the Abyss»             | Август 2008                | Битва за Бездну                          | Апрель 2011                  | Бен Каунтер                                                                |
| 9  | «Mechanicum»                       | Декабрь 2008               | Механикум                                | Сентябрь 2011                | Грэм Макнилл                                                               |
| 10 | «Tales of Heresy» (anthology)      | Апрель 2009                | Легенды Ереси (сборник рассказов)        | Октябрь 2011                 | Под редакцией Ника Кайма и Линдси Пристли                                  |
| 11 | «Fallen Angels»                    | Июль 2009                  | Падшие Ангелы                            | Сентябрь 2011                | Майк Ли                                                                    |
| 12 | «A Thousand Sons»                  | Март 2010                  | Тысяча сынов                             | Январь 2012                  | Грэм Макнилл                                                               |
| 13 | «Nemesis»                          | Август 2010                | Немезида                                 | Февраль 2012                 | Джеймс Сваллоу                                                             |
| 14 | «The First Heretic»                | Ноябрь 2010                | Первый еретик                            | Июнь 2012                    | Аарон Дембски-Боуден                                                       |
| 15 | «Prospero Burns»                   | Декабрь 2010               | Сожжение Просперо                        | Июнь 2012                    | Дэн Абнетт                                                                 |
| 16 | «Age of Darkness» (anthology)      | Апрель 2011                | Эпоха тьмы (сборник рассказов)           | Август 2012                  | Под редакцией Кристиана Данна                                              |
| 17 | «The Outcast Dead»                 | Октябрь 2011               | Отверженные мертвецы                     | Ноябрь 2012                  | Грэм Макнилл                                                               |
| 18 | «Deliverance Lost»                 | Декабрь 2011               | Потерянное освобождение                  | Сентябрь 2012                | Гэв Торп                                                                   |
| 19 | «Know No Fear»                     | Февраль 2012               | Не ведая страха                          | Март 2013                    | Дэн Абнетт                                                                 |
| 20 | «The Primarchs» (anthology)        | Май 2012                   | Примархи (сборник рассказов)             | Июнь 2013                    | Под редакцией Кристиана Данна                                              |
| 21 | «Fear to Tread»                    | Август 2012                | Где Ангел не решится сделать шаг         | Сентябрь 2013                | Джеймс Сваллоу                                                             |
| 22 | «Shadows of Treachery» (anthology) | Сентябрь 2012              | Тени Предательства (сборник рассказов)   | Август 2013                  | Под редакцией Кристиана Данна и Ника Кайма                                 |
| 23 | «Angel Exterminatus»               | Октябрь 2012               | Ангел Экстерминатус                      | Ноябрь 2015                  | Грэм Макнилл                                                               |
| 24 | «Betrayer»                         | Март 2013                  | Предатель                                | Декабрь 2015                 | Аарон Дембски-Боуден                                                       |
| 25 | «Mark of Calth» (anthology)        | Апрель 2013                | Отметка Калта (сборник рассказов)        | Февраль 2016                 | Под редакцией Лори Голдинга                                                |
| 26 | «Vulkan Lives»                     | Август 2013                | Вулкан жив                               | Апрель 2016                  | Ник Кайм                                                                   |
| 27 | «The Unremembered Empire»          | Октябрь 2013               | Забытая империя                          | Май 2016                     | Дэн Абнетт                                                                 |
| 28 | «Scars»                            | Октябрь 2013               | Шрамы                                    | Апрель 2016                  | Крис Райт                                                                  |
| 29 | «Vengeful Spirit»                  | Май 2014                   | Мстительный дух                          | Декабрь 2016                 | Грэм Макнилл                                                               |
| 30 | «The Damnation of Pythos»          | Июль 2014                  | Проклятие Пифоса                         | Май 2017                     | Дэвид Эннандейл                                                            |
| 31 | «Legacies of Betrayal» (anthology) | Февраль 2015               | Заветы предательства (сборник рассказов) | Апрель 2017                  | Грэм Макнилл, Ник Кайм, Крис Райт, Аарон Дембски-Боуден, Гэв Торп и другие |
| 32 | «Deathfire»                        | Ноябрь 2015                | Смертельный Огонь                        | Июнь 2017                    | Ник Кайм                                                                   |
| 33 | «War Without End» (anthology)      | Январь 2016                | Нет войне конца (сборник рассказов)      | Август 2017                  | Дэвид Эннандейл, Аарон Дембски-Боуден, Джон Френч, Гай Хэйли, и другие     |
| 34 | «Pharos»                           | Февраль 2016               | Фарос                                    | Август 2017                  | Гай Хэйли                                                                  |
| 35 | «Eye of Terra» (anthology)         | Март 2016                  | Око Терры (сборник рассказов)            | Февраль 2018                 | Грэм Макнилл, Аарон Дембски-Боуден, Крис Райт, Гэв Торп, и другие          |
| 36 | «The Path of Heaven»               | Апрель 2016                | Путь Небес                               | Октябрь 2017                 | Крис Райт                                                                  |
| 37 | «The Silent War» (anthology)       | Май 2016                   | Безмолвная война (сборник рассказов)     | Февраль 2018                 | Джон Френч, Грэм Макнилл, Ник Кайм, Джеймс Сваллоу и другие                |
| 38 | «Angels of Caliban»                | Июль 2016                  | Ангелы Калибана                          | Апрель 2018                  | Гэв Торп                                                                   |
| 39 | «Praetorian of Dorn»               | Август 2016                | Преторианец Дорна                        | Май 2018                     | Джон Френч                                                                 |
| 40 | «Corax»                            | Октябрь 2016               | Коракс                                   | Апрель 2018                  | Гэв Торп                                                                   |
| 41 | The Master of Mankind              | Декабрь 2016               | Повелитель Человечества                  | Октябрь 2018                 | Аарон Дембски-Боуден                                                       |
| 42 | «Garro»                            | Февраль 2017               | Гарро (сборник рассказов)                | Июль 2018                    | Джеймс Сваллоу                                                             |
| 43 | «Shattered Legions»                | Март 2017                  | Разбитые легионы (сборник рассказов)     | Декабрь 2018                 | Дэн Абнетт, Гай Хейли, Ник Кайм, Крис Райт, Джон Френч и другие            |
| 44 | «The Crimson King»                 | Июнь 2017                  | Алый Король                              | Май 2019                     | Грэм Макнилл                                                               |
| 45 | «Tallarn»                          | Август 2017                | Талларн (сборник рассказов)              | Май 2021                     | Джон Френч                                                                 |
| 46 | «Ruinstorm»                        | Октябрь 2017               | Гибельный шторм                          | Август 2019                  | Дэвид Эннандейл                                                            |
| 47 | «Old Earth»                        | Декабрь 2017               | Старая Земля                             | Июнь 2019                    | Ник Кайм                                                                   |
| 48 | «The Burden of Loyalty»            | Январь 2018                | Бремя верности (сборник рассказов)       | Октябрь 2020                 | Под редакцией Лори Голдинга                                                |
| 49 | «Wolfsbane»                        | Май 2018                   | Волчья Погибель                          | Январь 2020                  | Гай Хэйли                                                                  |
| 50 | «Born of Flame»                    | Июль 2018                  | Рожденные в пламени (сборник рассказов)  | Октябрь 2019                 | Ник Кайм                                                                   |
| 51 | «Slaves to Darkness»               | Август 2018                | Рабы тьмы                                | Май 2020                     | Джон Френч                                                                 |
| 52 | «Heralds of the Siege»             | Октябрь 2018               | Вестники Осады (сборник рассказов)       | Октябрь 2020                 | Под редакцией Ника Кайма и Лори Голдинга                                   |
| 53 | «Titandeath»                       | Декабрь 2018               | Бойня титанов                            | Октябрь 2020                 | Гай Хэйли                                                                  |
| 54 | «The Buried Dagger»                | Февраль 2019               | Погребённый кинжал                       | Декабрь 2020                 | Джеймс Сваллоу                                                             |

## Цикл Примархи
| №  | Оригинальное название (англ.)         | Дата выхода на англ. языке | Название на русском языке            | Дата выхода на русском язык | Автор                              |
| -- | ------------------------------------- | -------------------------- | ------------------------------------ | --------------------------- | ---------------------------------- |
| 1  | «Roboute Guilliman: Lord of Ultramar» | Октябрь 2016               | Робаут Жиллиман: Владыка Ультрамара  | Июнь 2017                   | Дэвид Аннандейл                    |
| 2  | «Leman Russ: The Great Wolf»          | Январь 2017                | Леман Русс: Великий Волк             | Август 2017                 | Кайм, Ник Крис Райт[прояснить]     |
| 3  | «Magnus the Red: Master of Prospero»  | Январь 2017                | Магнус Красный: Повелитель Просперо  | Октябрь 2017                | Райт, Крис Грэм Макнилл[прояснить] |
| 4  | «Perturabo: Hammer of Olympia»        | Июнь 2017                  | Пертурабо: Молот Олимпии             | Июнь 2018                   | Кайм, Ник Гай Хейли[прояснить]     |
| 5  | «Lorgar: Bearer of the Word»          | Июль 2017                  | Лоргар: Носитель Слова               | Май 2018                    | Гэв Торп                           |
| 6  | «Fulgrim: The Palatine Phoenix»       | Октябрь 2017               | Фулгрим: Палатинский Феникс          | Январь 2019                 | Джош Рейнольдс                     |
| 7  | «Ferrus Manus: The Gorgon of Medusa»  | Январь 2018                | Феррус Манус: Горгон Медузы          | Январь 2019                 | Дэвид Гимер                        |
| 8  | «Jaghatai Khan: Warhawk of Chogoris»  | Июль 2018                  | Джагатай Хан: Боевой Ястреб Чогориса | Июль 2019                   | Крис Райт                          |
| 9  | «Vulkan: Lord of Drakes»              | Октябрь 2018               | Вулкан: Повелитель Змиев             | Сентябрь 2019               | Дэвид Аннандейл                    |
| 10 | «Corax: Lord of Shadows»              | Февраль 2019               | Коракс: Повелитель теней             | Август 2019                 | Гай Хейли                          |
| 11 | «Angron: Slave of Nuceria»            | Май 2019                   | Ангрон: Раб Нуцерии                  | Февраль 2020                | Йен Мартин                         |
| 12 | «Konrad Curze: The Night Haunter»     | Август 2019                | Конрад Кёрз: Ночной Призрак          | Март 2020                   | Гай Хейли                          |
| 13 | «Lion El’Jonson: Lord of the First»   | Октябрь 2020               | Лев Эль’Джонсон: Повелитель Первого  | Октябрь 2021                | Дэвид Гимер                        |
| 14 | «Alpharius: Head of the Hydra»        | Январь 2021                | Альфарий: Голова Гидры               | Январь 2022                 | Майк Брукс                         |
| 15 | «Mortarion: The Pale King»            | 2022                       | Мортарион. Бледный Король            |                             | Дэвид Аннандейл                    |
| 16 | «Rogal Dorn: The Emperor’s Crusader»  | 2022                       | Рогал Дорн. Крестоносец Императора   |                             | Гэв Торп                           |
| 17 | «Sanguinius: The Great Angel»         | 2022                       | Сангвиний. Великий Ангел             |                             | Крис Райт                          |

## Отдельные повести цикла
| № | Оригинальное название (англ.) | Дата выхода на англ. языке | Название на русском языке | Дата выхода на русском языке | Автор                |
| - | ----------------------------- | -------------------------- | ------------------------- | ---------------------------- | -------------------- |
| 1 | «Aurelian»                    | 2011                       | Аврелиан                  |                              | Аарон Дембски-Боуден |
| 2 | «Promethean Sun»              | 2011                       | Солнце Прометея           |                              | Ник Кайм             |
| 3 | «Brotherhood of the Storm»    | 2012                       | Братство бури             |                              | Крис Райт            |
| 4 | «Scorched Earth»              | 2013                       | Выжженная земля           |                              | Ник Кайм             |
| 5 | «Corax: Soulforge»            | 2013                       | Коракс: кузница души      |                              | Гэв Торп             |
| 6 | «Tallarn: Executioner»        | 2013                       | «Талларн. „Палач“»        | 2016                         | Джон Френч           |
| 7 | «Tallarn: Ironclad»           | 2015                       | «Талларн. Броненосец»     | 2017                         | Джон Френч           |

## Рассказы цикла
| №  | Оригинальное название (англ.) | Дата выхода на англ. языке | Название на русском языке      | Автор                | Опубликован в книге              |
| -- | ----------------------------- | -------------------------- | ------------------------------ | -------------------- | -------------------------------- |
| 1  | «The Lightning Tower»         | 2007                       | Башня молний                   | Дэн Абнетт           | Легенды ереси/Тени Предательства |
| 2  | «The Dark King»               | 2007                       | Тёмный король                  | Грэм Макнилл         | Легенды ереси/Тени Предательства |
| 3  | «The Last Church»             | 2009                       | Последний храм                 | Грэм Макнилл         | Легенды ереси                    |
| 4  | «After Desh’ea»               | 2009                       | После Деш’эа                   | Мэтью Фаррер         | Легенды ереси                    |
| 5  | «Blood Games»                 | 2009                       | Кровавые игры                  | Дэн Абнетт           | Легенды ереси                    |
| 6  | «The Voice»                   | 2009                       | Голос                          | Джеймс Сваллоу       | Легенды ереси                    |
| 7  | «Wolf at the Door»            | 2009                       | Волк у ворот                   | Майк Ли              | Легенды ереси                    |
| 8  | «Call of the Lion»            | 2009                       | По зову Льва                   | Гэв Торп             | Легенды ереси                    |
| 9  | «Scions of the Storm»         | 2009                       | Отпрыски бури                  | Энтони Рейнольдс     | Легенды ереси                    |
| 10 | «Kaban Project»               | 2010                       | Проект «Каба»                  | Грэм Макнилл         | Легенды ереси/Тени Предательства |
| 11 | «Raven’s Flight»              | 2010                       | Полёт ворона                   | Гэв Торп             | Тени Предательства               |
| 12 | «The Face of Treachery»       | 2011                       | Лик предательства              | Гэв Торп             | Эпоха тьмы                       |
| 13 | «Rules of Engagement»         | 2011                       | Правила боя                    | Грэм Макнилл         | Эпоха тьмы                       |
| 14 | «Liar’s Due»                  | 2011                       | Вклад лжеца                    | Джеймс Сваллоу       | Эпоха тьмы                       |
| 15 | «The Last Remembrancer»       | 2011                       | Последний летописец            | Джон Френч           | Эпоха тьмы                       |
| 16 | «Little Horus»                | 2011                       | Маленький Хорус                | Дэн Абнетт           | Эпоха тьмы                       |
| 17 | «Savage Weapons»              | 2011                       | Жестокое оружие                | Аарон Дембски-Боуден | Эпоха тьмы                       |
| 18 | «Forgotten Sons»              | 2011                       | Забытые сыны                   | Ник Кайм             | Эпоха тьмы                       |
| 19 | «The Iron Within»             | 2011                       | Железо внутри                  | Роб Сандерс          | Эпоха тьмы                       |
| 20 | «Rebirth»                     | 2011                       | Возрождение                    | Крис Райт            | Эпоха тьмы                       |
| 21 | «The Lion»                    | 2012                       | Лев                            | Гэв Торп             | Примархи                         |
| 22 | «The Serpent Beneath»         | 2012                       | Притаившийся змей              | Роб Сандерс          | Примархи                         |
| 23 | «Army of one»                 | 2012                       | Армия из одного                | Роб Сандерс          |                                  |
| 24 | «Distant Echoes of Old Night» | 2012                       | Далекие отголоски древней ночи | Роб Сандерс          |                                  |
| 25 | «Death of a Silversmith»      | 2012                       | Смерть серебряных дел мастера  | Грэм Макнилл         | Тени Предательства               |
| 26 | «The Reflection Crack’d»      | 2012                       | Расколотое отражение           | Грэм Макнилл         | Примархи                         |
| 27 | «Lost Sons»                   | 2012                       | Потерянные сыны                | Джеймс Сваллоу       |                                  |
| 28 | «Kryptos»                     | 2012                       | Криптос                        | Грэм Макнилл         |                                  |
| 29 | «Feat of Iron»                | 2012                       | Прочность железа               | Ник Кайм             | Примархи                         |
| 30 | «Butcher’s Nails»             | 2012                       | Гвозди Мясника                 | Аарон Дембски-Боуден |                                  |
| 31 | «Prince of Crows»             | 2012                       | Вороний принц                  | Аарон Дембски-Боуден | Тени Предательства               |
| 32 | «The Crimson Fist»            | 2012                       | Багровый Кулак                 | Джон Френч           | Тени Предательства               |
| 33 | «The Divine Word»             | 2012                       | Святое слово                   | Гэв Торп             |                                  |
| 34 | «Dark Heart»                  | 2013                       | Тёмное сердце                  | Энтони Рейнольдс     |                                  |
| 35 | «Lord of Red Sands»           | 2013                       | Владыка Красных Песков         | Аарон Дембски-Боуден |                                  |
| 36 | «A Deeper Darkness»           | 2013                       | Темнее тьмы                    | Роб Сандерс          |                                  |
| 37 | «The Underworld War»          | 2013                       | Подземная Война                | Аарон Дембски-Боуден |                                  |
| 38 | «Calth That Was»              | 2013                       | Былой Калт                     | Грэм Макнилл         |                                  |
| 39 | «Unmarked»                    | 2013                       | Неотмеченный                   | Дэн Абнетт           |                                  |
| 40 | «Athame»                      | 2013                       | Атам                           | Джон Френч           |                                  |

## Аудиокниги цикла
| №  | Оригинальное название (англ.) | Дата выхода на англ. языке | Название на русском языке    | Автор               |
| -- | ----------------------------- | -------------------------- | ---------------------------- | ------------------- |
| 1  | «Garro: Oath of Moment»       | 2010                       | Гарро: Особый обет           | Джеймс Сваллоу      |
| 2  | «Garro: Legion of One»        | 2011                       | Гарро: Легион из одного      | Джеймс Сваллоу      |
| 3  | «Garro: Sword of Truth»       | 2012                       | Гарро: Меч истины            | Джеймс Сваллоу      |
| 4  | «Grey Angel»                  | 2012                       | Серый ангел                  | Джон Френч          |
| 5  | «Burden of Duty»              | 2012                       | Бремя Долга                  | Джеймс Сваллоу      |
| 6  | «The Sigillite»               | 2013                       | Сигиллайт                    | Крис Райт           |
| 7  | «Censure»                     | 2013                       | Порицание                    | Ник Кайм            |
| 8  | «Honour to the Dead»          | 2013                       | Памяти Павших                | Гэв Торп            |
| 9  | «Wolf Hunt»                   | 2014                       | Охота на Волка               | Грэм Макнилл        |
| 10 | «Thief of Revelations»        | 2014                       | Вор Откровений               | Грэм Макнилл        |
| 11 | «Hunter’s Moon»               | 2014                       | Луна Охотника                | Гай Хэйли           |
| 12 | «Wolf’s Claw»                 | 2014                       | Коготь Волка                 | Крис Райт           |
| 13 | «Templar»                     | 2014                       | Тамплиер                     | Джон Френч          |
| 14 | «Garro: Shield of Lies»       | 2014                       | Гарро: Щит лжи               | Джеймс Сваллоу      |
| 15 | «Master of the First»         | 2014                       | Повелитель Первого           | Гэв Торп            |
| 16 | «The Long Night»              | 2014                       | Долгая Ночь                  | Аарон Демски-Боуден |
| 17 | «Stratagem»                   | 2014                       | Стратагем                    | Ник Кайм            |
| 18 | «Herald of Sanguinius»        | 2014                       | Вестник Сангвиния            | Энди Смайли         |
| 19 | «The Watcher»                 | 2014                       | Смотритель                   | С.З.Данн            |
| 20 | «Eagle’s Talon»               | 2015                       | Коготь Орла                  | Дэвид Аннандейл     |
| 21 | «Garro: Ashes of Fealty»      | 2015                       | Гарро: Прах Верности         | Джеймс Сваллоу      |
| 22 | «Raptor»                      | 2015                       | Раптор                       | Гэв Торп            |
| 23 | «Grey Talon»                  | 2016                       | Серый Коготь                 | Крис Райт           |
| 24 | «Red-Marked»                  | 2016                       | Помеченные красным           | Ник Кайм            |
| 25 | «The Either»                  | 2014                       | Иной                         | Грэм Макнилл        |
| 25 | «The Heart of the Pharos»     | 2016                       | Сердце Фароса                | Лори Голдинг        |
| 26 | «The Thirteenth Wolf»         | 2016                       | Тринадцатый Волк             | Гэв Торп            |
| 27 | «The Children of Sicarus»     | 2016                       | Дети Сикаруса                | Энтони Рейнольдс    |
| 28 | «Perpetual»                   | 2016                       | Вечный                       | Дэн Абнетт          |
| 29 | «The Soul, Severed»           | 2016                       | Разделенная Душа             | Крис Райт           |
| 30 | «Valerius»                    | 2016                       | Валерий                      | Гэв Торп            |
| 31 | «The Binary Succession»       | 2017                       | Бинарная Преемственность     | Дэвид Аннандейл     |
| 32 | «The Dark Compliance»         | 2017                       | Темное Приведение к Согласию | Джон Френч          |

## Критика и признание
Имена книг цикла часто оказываются в списках бестселлеров. В частности в список The New York Times Bestseller List для массовых книг в мягкой обложке попадали:
- «Тысяча сынов» (A Thousand Sons) — 14 марта 2010, 22 место[4]
- «Немезида» (Nemesis) — 15 августа 2010, 26 место[5]
- «Первый еретик» (The First Heretic) — 14 и 21 ноября 2010, 28 и 33 место[6][7]
- «Сожжение Просперо» (Prospero Burns) — 16 января 2011, 16 место[8]
- «Эпоха тьмы» (Age of Darkness) — 15 мая 2011, 31 место[9]
- «Не ведая страха» (Know No Fear) — 18 марта 2012, 21 место[10]
- «Примархи» (The Primarchs) — 17 июня 2012, 29 место[11]
- «Где Ангел не решится сделать шаг» (Fear to Tread) — 16 и 23 сентября 2012, 13 и 33 место[12][13]

Первая книга серии «Возвышение Хоруса» побывала в списке «Locus Bestsellers: Gaming-Related» журнала «Локус».
Журнал «Мир Фантастики» поставил Хоруса на первое место в списке десяти самых ярких предателей в фантастике и фэнтези: «Последствия действий Балтара глобальнее, Снейп добился большего успеха, старый Фрей избежал наказания, а Саруман попросту известнее. Но именно Хорус не просто „перешёл на тёмную сторону“, а ударил в спину своему любимому учителю, отрёкся от веры и разорил родную страну. Он был близок к успеху и погиб в бою с главой „светлых сил“, смертельно ранив его. Это так же символично, как если бы Иуду повесил лично Иисус. Эталонное предательство».